# Elymnias nepheronides
Elymnias nepheronides är en fjärilsart som beskrevs av Hans Fruhstorfer 1907. Elymnias nepheronides ingår i släktet Elymnias och familjen praktfjärilar. Inga underarter finns listade i Catalogue of Life.